# 博平县
博平县，中国山东省聊城市境内的旧县名。
西汉时置县。五胡乱华后，北方为异族统治。东晋时，曾在今山东省章丘市普集镇博平村设置侨县。唐朝武德三年（620年），析置灵泉县，四年省。贞观十七年（643年），博平县并入聊城县，天授二年（691年）复置。唐末天祐三年（906年），又以博平县、聊邑县、高唐县和武水县河外地入郓州。北宋时，属博州。熙宁二年（1069年），割明灵砦隶北京大名府清平县。
明朝洪武三年（1370年）三月废，不久复置，属东昌府。清朝时，仍属东昌府，评价冲繁。
1949年起，属聊城专区。1956年并入茌平县，仍有博平镇。